# Iassus
Iassus är ett släkte av insekter som beskrevs av Fabricius 1803. Iassus ingår i familjen dvärgstritar.

## Bildgalleri

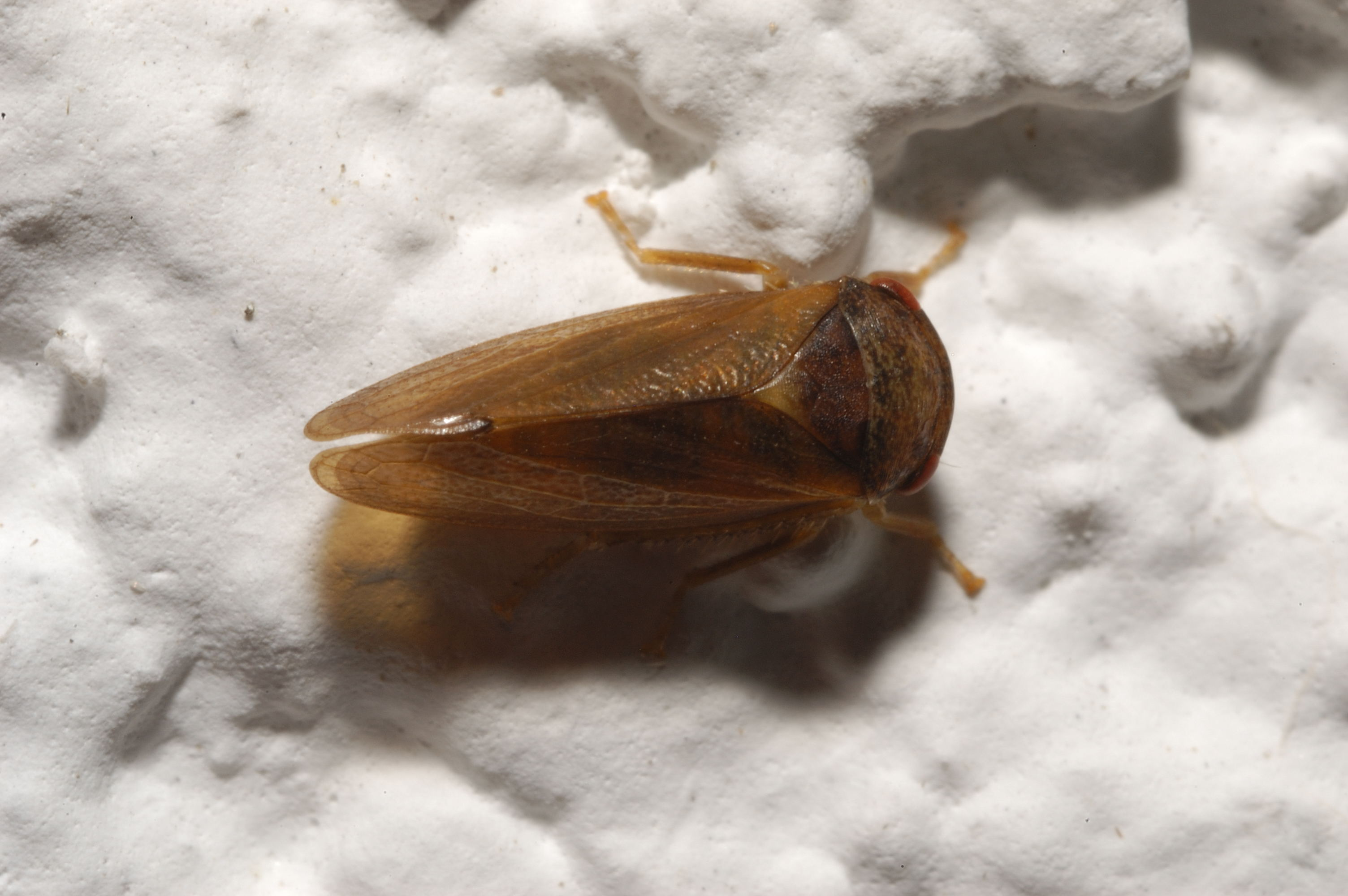
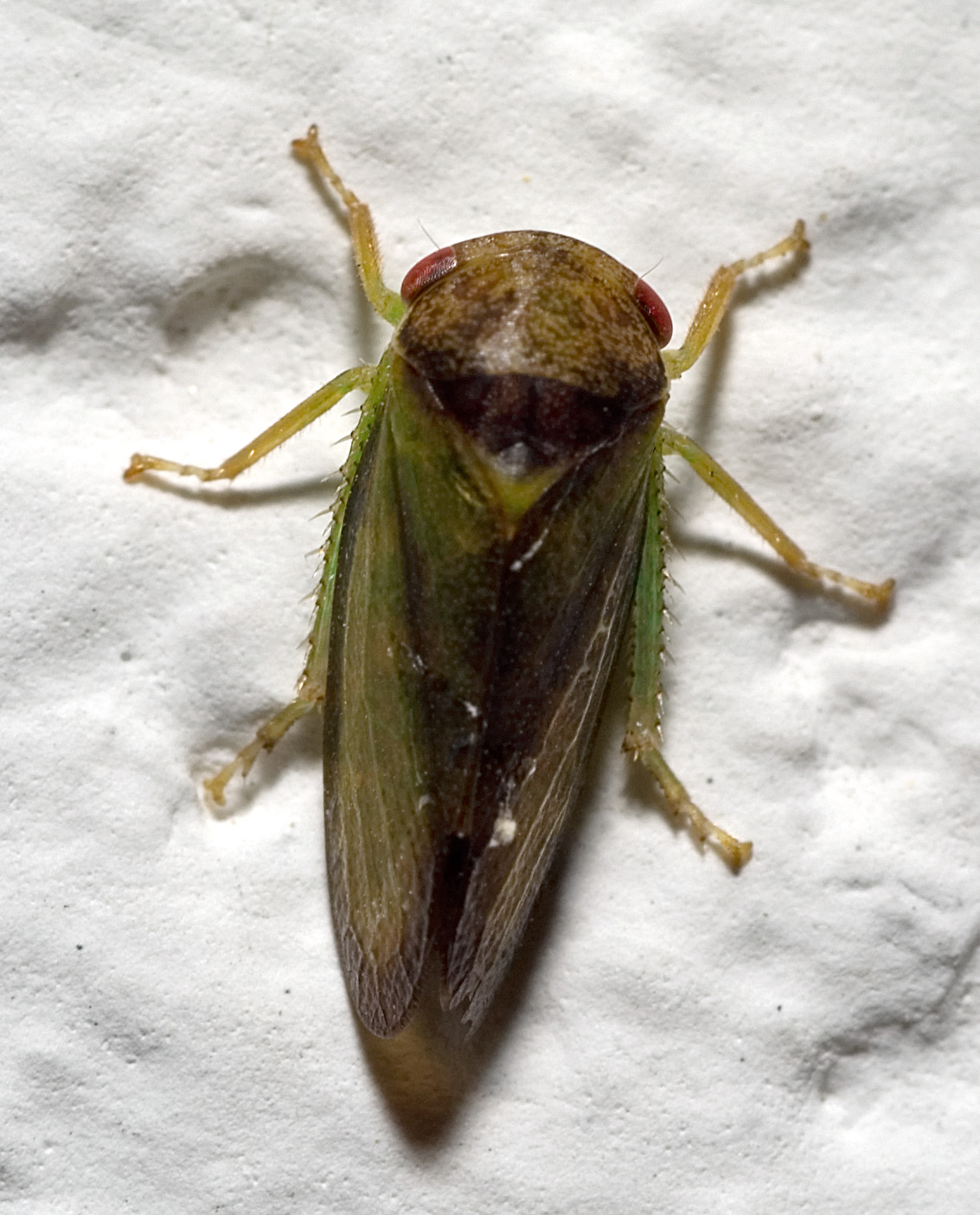
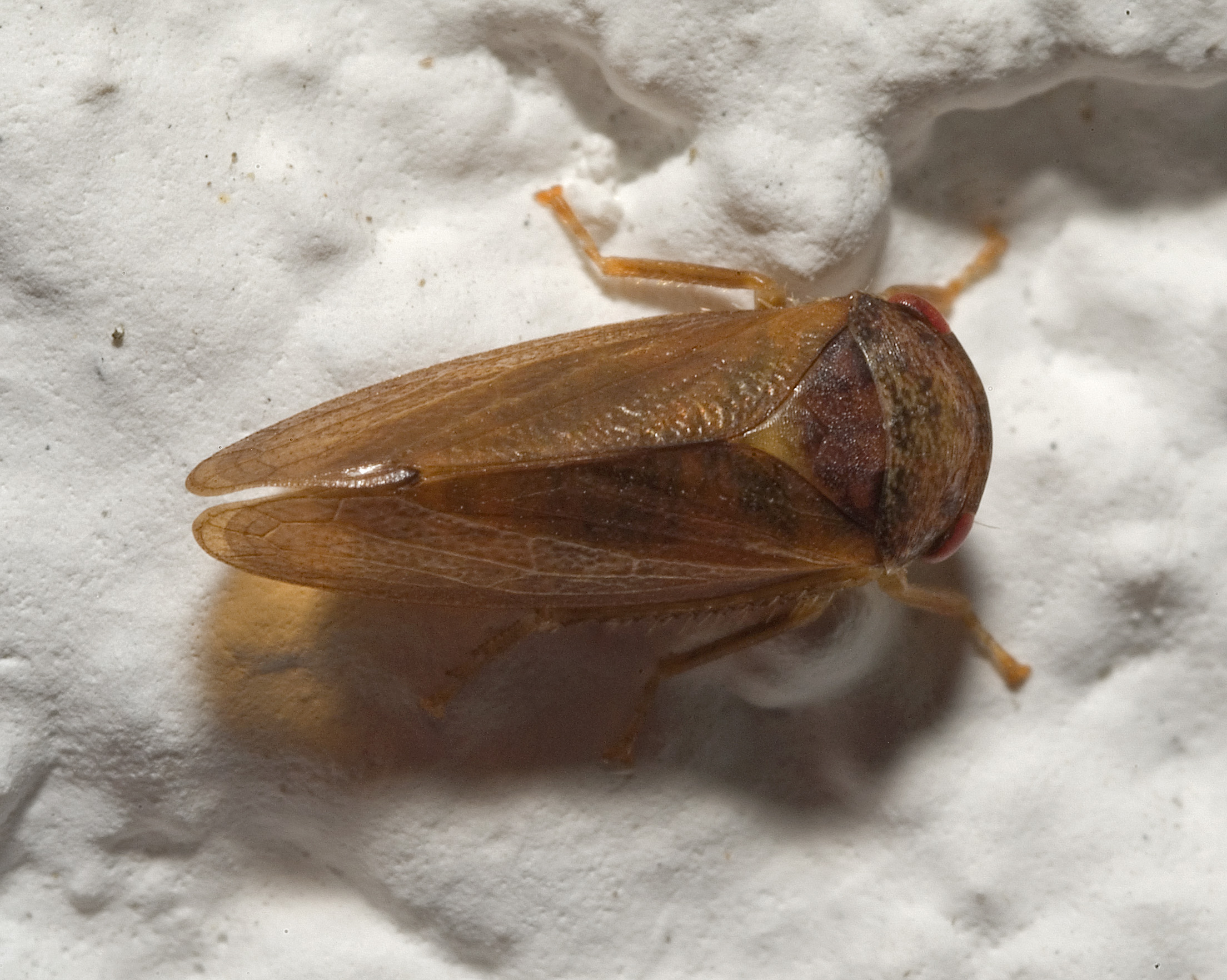
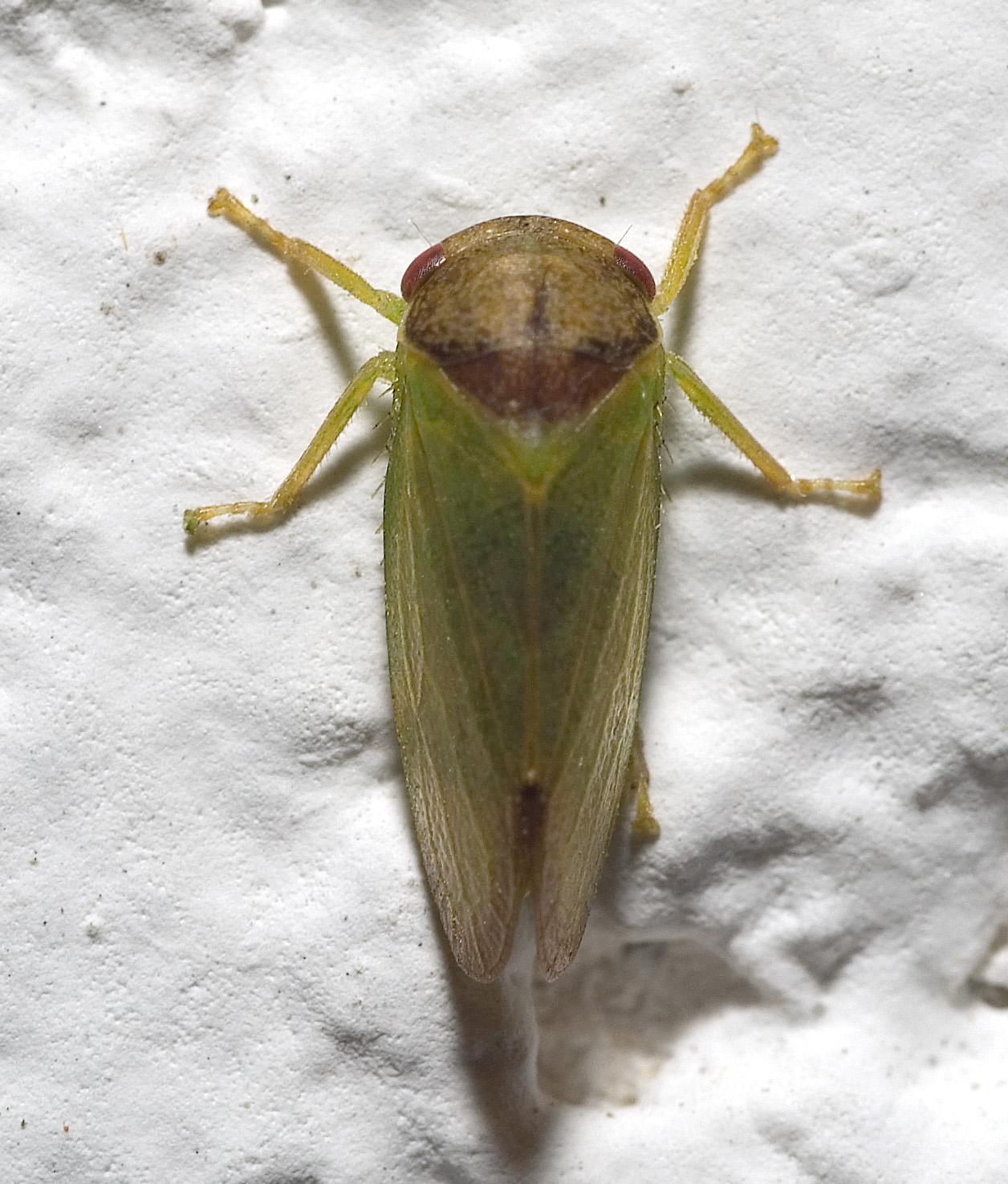

## Dottertaxa tillIassus, i alfabetisk ordning[1][2]
- Iassus anguliferus
- Iassus antarcticus
- Iassus apicalis
- Iassus bohemani
- Iassus chilensis
- Iassus chortophilus
- Iassus clathratus
- Iassus costalis
- Iassus dorsalis
- Iassus elegans
- Iassus epirrhaena
- Iassus extremus
- Iassus flavipes
- Iassus flavoscutatus
- Iassus formosanus
- Iassus frontalis
- Iassus fuscomaculatus
- Iassus hypaulacia
- Iassus immemorans
- Iassus infectoriae
- Iassus lanio
- Iassus lateralis
- Iassus latifrons
- Iassus leucospilus
- Iassus lineola
- Iassus mirabilis
- Iassus multisparsus
- Iassus nacia
- Iassus notatus
- Iassus osborni
- Iassus pedemantia
- Iassus peltophlyctis
- Iassus politus
- Iassus prostictops
- Iassus pseudocerris
- Iassus pubipennis
- Iassus ranjiti
- Iassus reflexus
- Iassus rufescens
- Iassus scutellaris
- Iassus tetrops
- Iassus ulmi
- Iassus vermiculatus
- Iassus xantholues
- Iassus zinnevia